# Боробудур

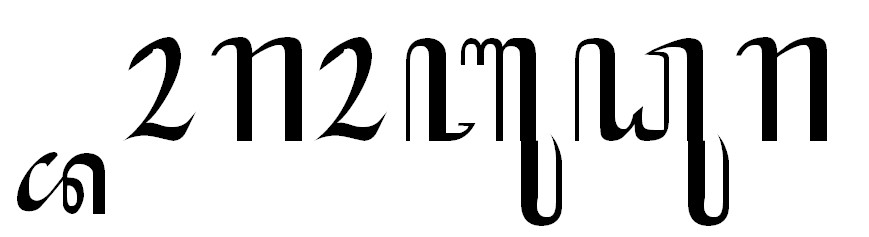
Название на яванском языке

Боробуду́р (индон. Candi Borobudur, яв. ꦕꦤ꧀ꦝꦶꦧꦫꦧꦸꦝꦸꦂ Candhi Barabudhur) — буддийская ступа и связанный с ней храмовый комплекс (чанди) традиции буддизма махаяны. Боробудур расположен на острове Ява в Индонезии в провинции Центральная Ява, 40 км к северо-западу от города Джокьякарта. Боробудур строился между 750 и 850 годами правителями государства Матарам из династии Шайлендра. Название может происходить от санскритского «вихара Будда Ур», что переводится «буддийский храм на горе». Боробудур и Прамбанан — места массового туризма в Индонезии.

## Структура

### Общий обзор

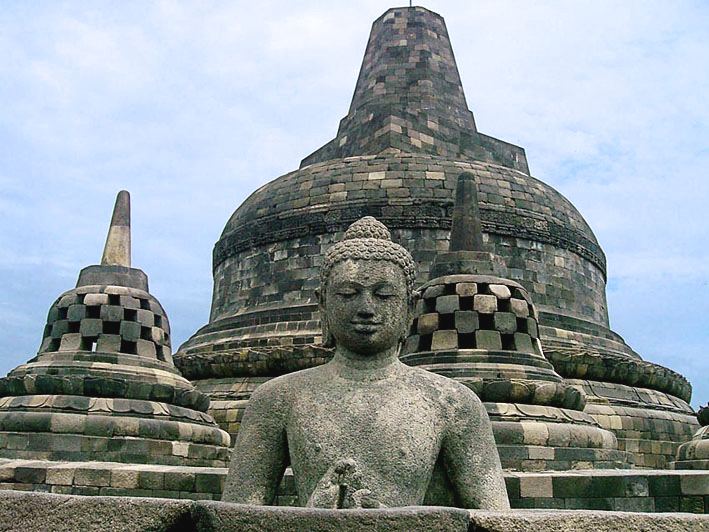
Ступы верхнего яруса

Боробудур возведён как огромная ступа, выполненная в форме мандалы. Фундамент ступы — квадратный, со стороной 118 м. У ступы имеются восемь ярусов: пять нижних — квадратные, и три верхних — круглые. Форма мандалы представляет схему мироздания в соответствии с буддийскими представлениями (см. Абхидхарма). На верхнем ярусе расположено 72 малые ступы вокруг большой центральной. Каждая ступа в форме колокола. Внутри ступ находятся 504 статуи Будды и 1460 барельефов на религиозные сюжеты.
До сих пор Боробудур является местом паломничества и молитв. Паломники проходят семь раз по часовой стрелке на каждом уровне. Прикосновение к каждому Будде из ступ на верхнем ярусе, согласно повериям, приносит счастье.

### Конструкция
Весь объём всего сооружения составляет примерно 55 000 м³. Ступа сооружена из 2 000 000 каменных блоков. До сих пор ученые не могут определить точную дату и продолжительность строительства этого храма, — предполагают, что храм был возведён в VII—IX вв.

### Выбор места

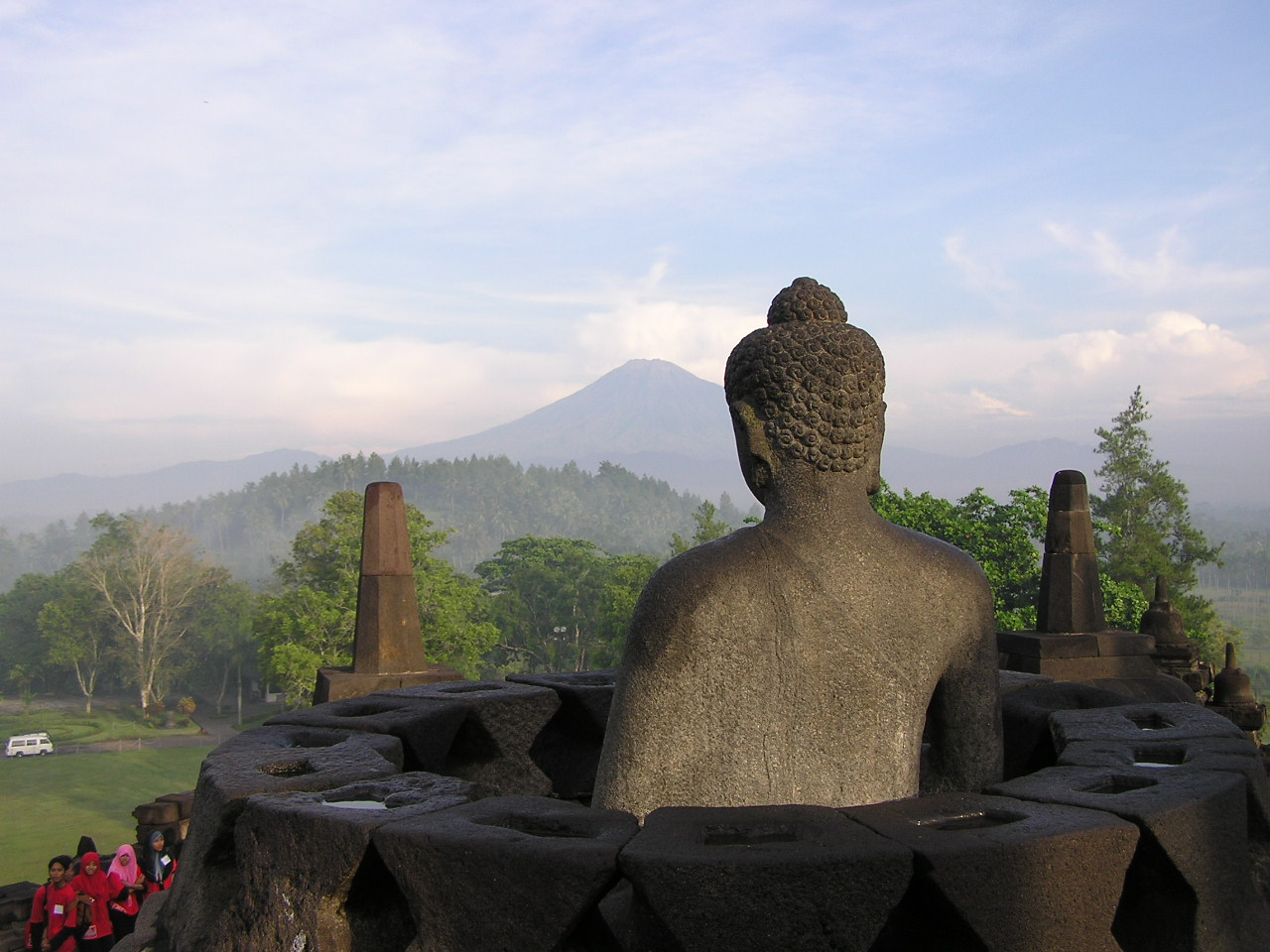
Вид со ступы на вулкан Мерапи

В 1940 году голландский художник Нивенкамп выдвинул гипотезу, что Боробудур был построен в форме Будды на цветке лотоса, и по этой причине, вероятно, комплекс должен был находиться на озере. В 1949 году геологи нашли отложения, которые были интерпретированы как дно озера. Была выдвинута гипотеза, что озеро образовалось в результате извержения вулкана Мерапи в 1006 году или существенно ранее. Не ясно, осушалось ли озеро для построения ступы или это была природная катастрофа.
Дальнейшие исследования показали, что озеро существовало в XII—XIV веках, подтверждая то, что храм символизировал лотос.

### Интерпретация
По мнению исследователей, сооружение можно рассматривать как огромную книгу для паломников. По мере совершения ритуального обхода каждого яруса паломники знакомятся с жизнью Будды и с элементами его учения.
Три уровня символизируют три сферы местопребываний — Камадхату (сфера страстей), Рупадхату (сфера форм) и Арупадхату (сфера без форм).

#### Камадхату
Уровень Камадхату был закрыт позже, вероятно для стабильности сооружения. Согласно ранней рукописи, автором которой был буддийский святой Кармавибхангга, на первом уровне было установлено 160 рельефных панелей. Они описывали мир страстей или мир чувственного, и развитие проявления чувственности в соответствии с законами кармы. Первые 117 панелей показывают различные деяния, приводящие к одному и тому же результату, а оставшиеся 43 панели показывают, как один и тот же эффект приводит к 43 разным результатам. Несколько панелей осталось в юго-восточном углу комплекса.

#### Рупадхату
Рельефы на уровне Рупадхату иллюстрируют классические произведения Лалитавистара, Джатака-Авадана и Гандавьюха.
- 120 панелей на основе Лалитавистары рассказывают истории из жизни Будды Гаутамы.
- Некоторые панели рассказывают истории из классических джатак о предыдущих жизнях Будды в фольклорной форме. При этом Будда изображается богом, царём, обычным человеком или даже животным — львом, оленем, обезьяной, лебедем, черепахой. В каждом перерождении Будда показывает благородство и сострадание. Эти истории в популярной форме раскрывают буддийские принципы.
- Некоторые панели рассказывают о Судхане, странствующем в поисках мудрости.

#### Арупадхату
Высший уровень, соответствующем Арупадхату (сфере без форм), представлен тремя круглыми террасами наверху. Здесь нет рельефов или плат, во времена строительства здесь помещались статуи будды в натуральную величину, обычно внутри ступ или ниш в стене. Многие из них не сохранились или повреждены.

## Открытие и история в наше время

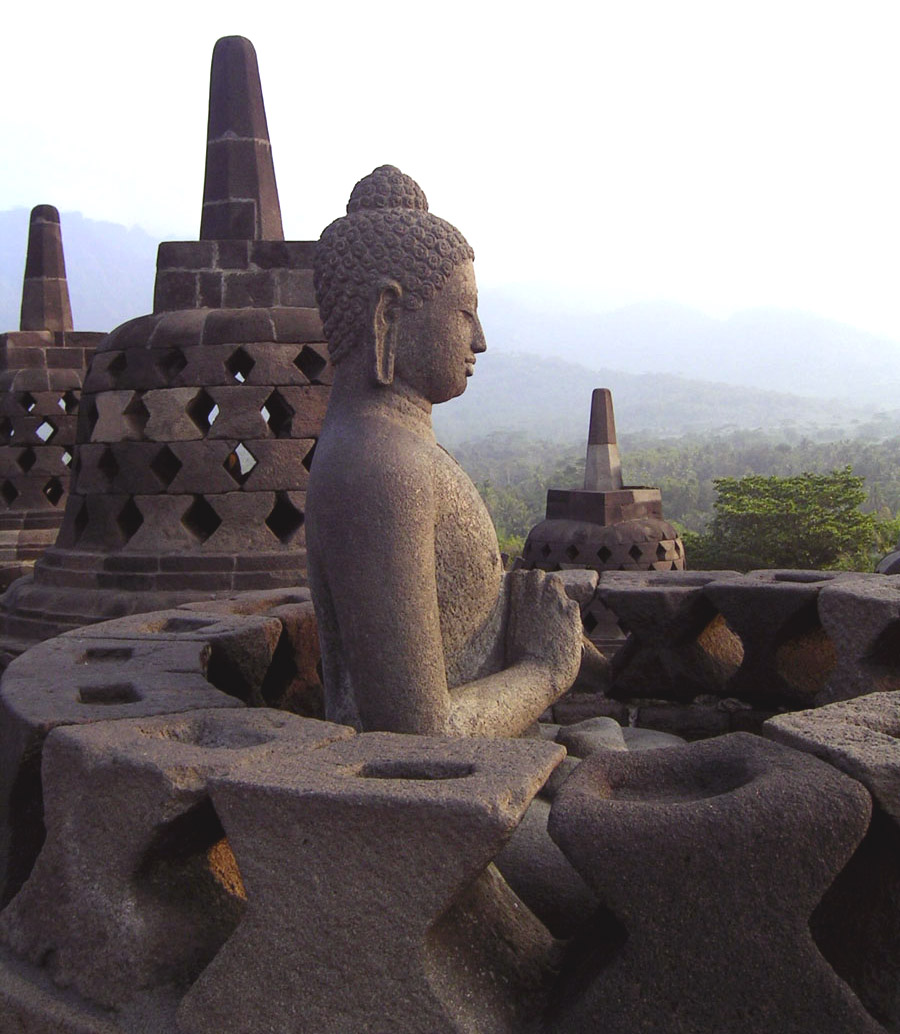
Боробудур, открытая ступа

Сотни лет Боробудур лежал покрытый вулканическим пеплом и заросший джунглями. Как этот уникальный монумент оказался забытым и оставленным, пока не ясно. В середине XX века было выдвинуто предположение, что после извержения вулкана Мерапи несчастья вынудили жителей покинуть свою землю и искать другие места обитания. Извержение произошло в 1006 году, но многие учёные считают, что центр яванской цивилизации переместился в долину Брантас ещё в 928 году. Так или иначе, почему люди оставили Боробудур, остаётся загадкой.
В XVIII веке были лишь частично заметны верхние террасы. Голландские колониальные экспедиции находили другие монументы, но не упоминали о Боробудуре. Лишь в 1814 году губернатор-лейтенант Стэмфорд Раффлз обнаружил монумент во время английской оккупации острова в ходе англо-голландской войны. Когда он прибыл в Семаранг, он получил сообщение о том, что обнаружен холм с большим количеством камней с резьбой. Голландец Корнелиус организовал экспедицию, он собрал отряд в 200 человек и полтора месяца очищал монумент. Его работу продолжили другие между 1817 и 1822 годами. С 1835 года верхняя часть монумента была расчищена и весь комплекс стал хорошо обозреваем. В 1849—1853 годах художник Вильзен провёл работу по зарисовке рельефов. Его работы попали в Музей Античности в Лейдене. В 1873 году комплекс был сфотографирован. Тогда структура комплекса была совершенно не ясна, и в 1882 году инспектор по культуре предлагал полностью разобрать памятник и разместить в музее.
Тем временем памятник разворовывали, рельефы, скульптуры, орнамент растаскивали торговцы сувенирами. Король Сиама, посетивший в 1886 году губернатора, увёз с собой восемь бычьих упряжек со статуями и элементами орнамента и увёз скульптуру единственного сохранившегося хранителя храма.

## Реставрация

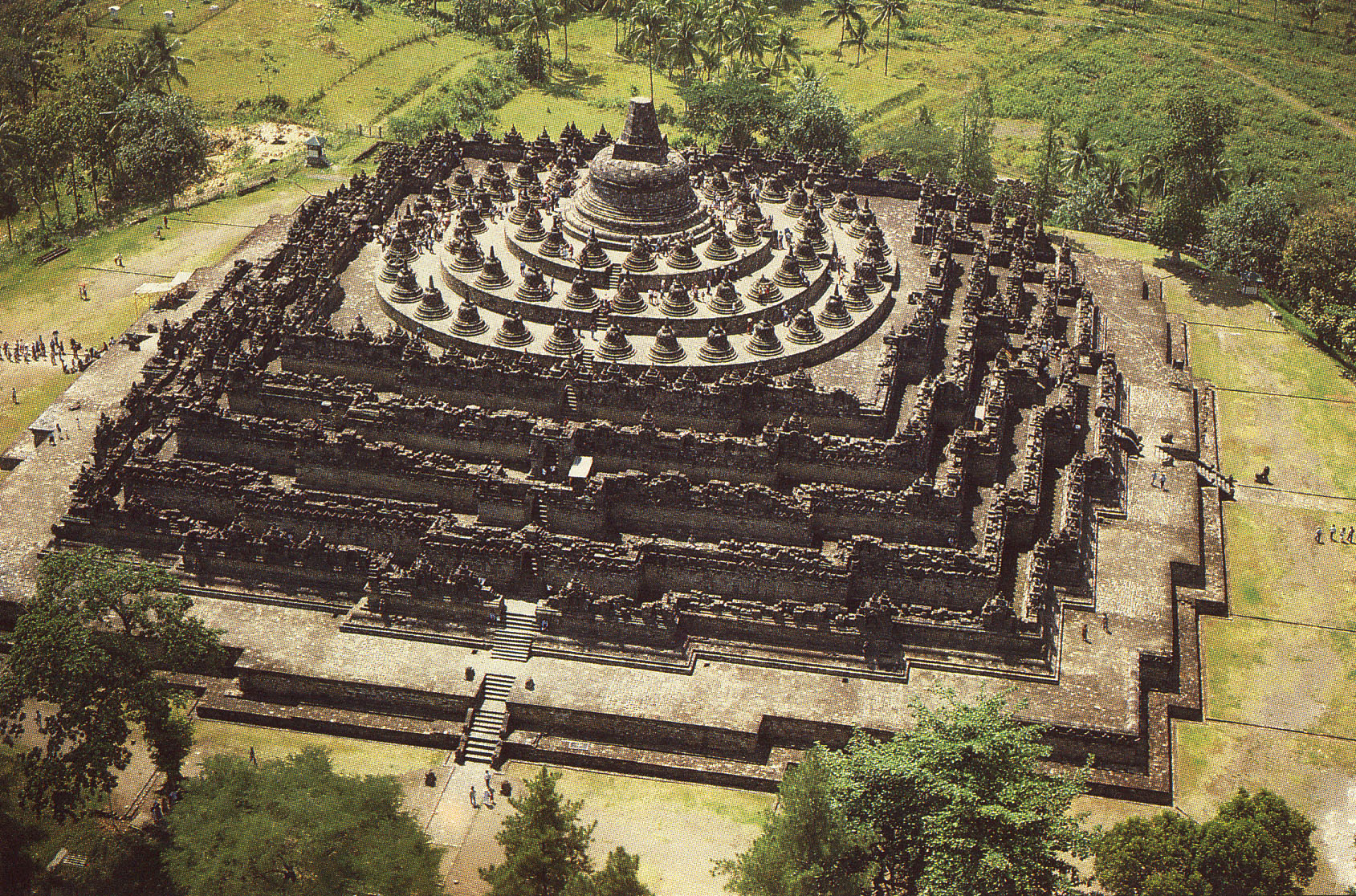
Храм с высоты птичьего полёта

В 1907—1911 годах Теодор ван Эрп предпринял первую капитальную реставрацию комплекса. С 1900 года молодой офицер входил в Боробудурскую Комиссию в Магеланге. Реставрация увенчалась большим успехом, и комплекс приобрёл торжественный и внушительный вид.
По причине ограниченного бюджета в первую очередь проводились работы по улучшению дренажа и восстановлению общей структуры. Для долгосрочной реставрации требовалось много дополнительной работы. Кроме того, Боробудур построен на холме, и необходима работа по предохранению памятника от размывания почвы, проваливанию, коррозии и повреждений от растительности джунглей.
Единственным решением была бы полная разборка сооружения, укрепление холма и полная реставрация. Эта огромная работа была проведена в 1973—1984 годах под эгидой ЮНЕСКО. В разработке проекта реставрации принимал участие известный индонезийский археолог Бухари, М. Сейчас комплекс Боробудур входит в число объектов Всемирного наследия.

## Последние события

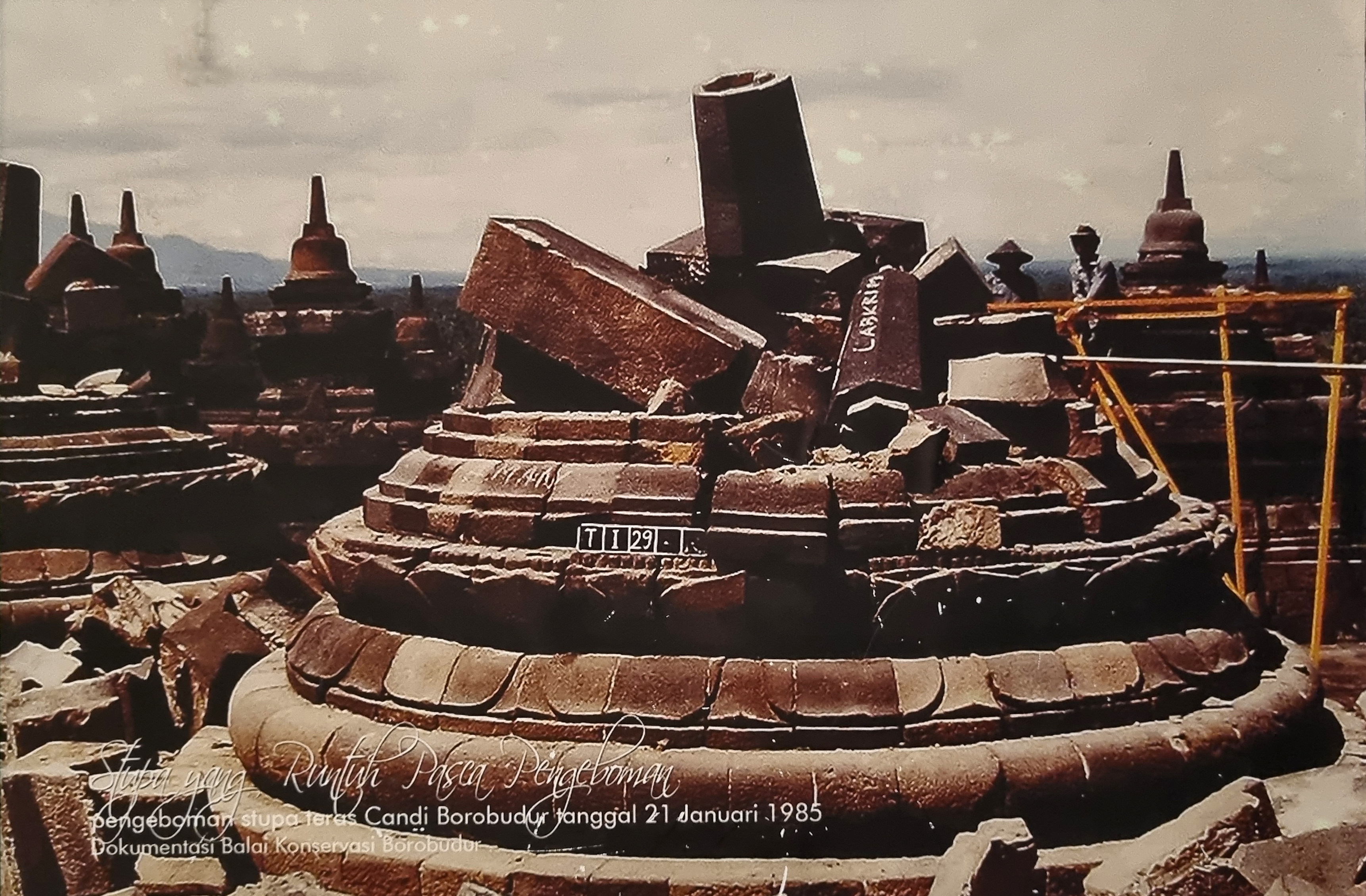
Повреждённые ступы после атаки террористов 21 января 1985 года

21 сентября 1985 года храм был слегка повреждён взрывами бомб мусульманских экстремистов.
Разворачивание массового туризма вызвало противоречия и скандалы. Власти парка подверглись критике.
27 мая 2006 года произошло землетрясение на юге Центральной Явы, которое вызвало тяжёлые разрушения в окрестности города Джокьякарта. Однако комплекс Боробудур, находящийся на некотором удалении от эпицентра, не пострадал.

## Галерея

### Галерея рельефов

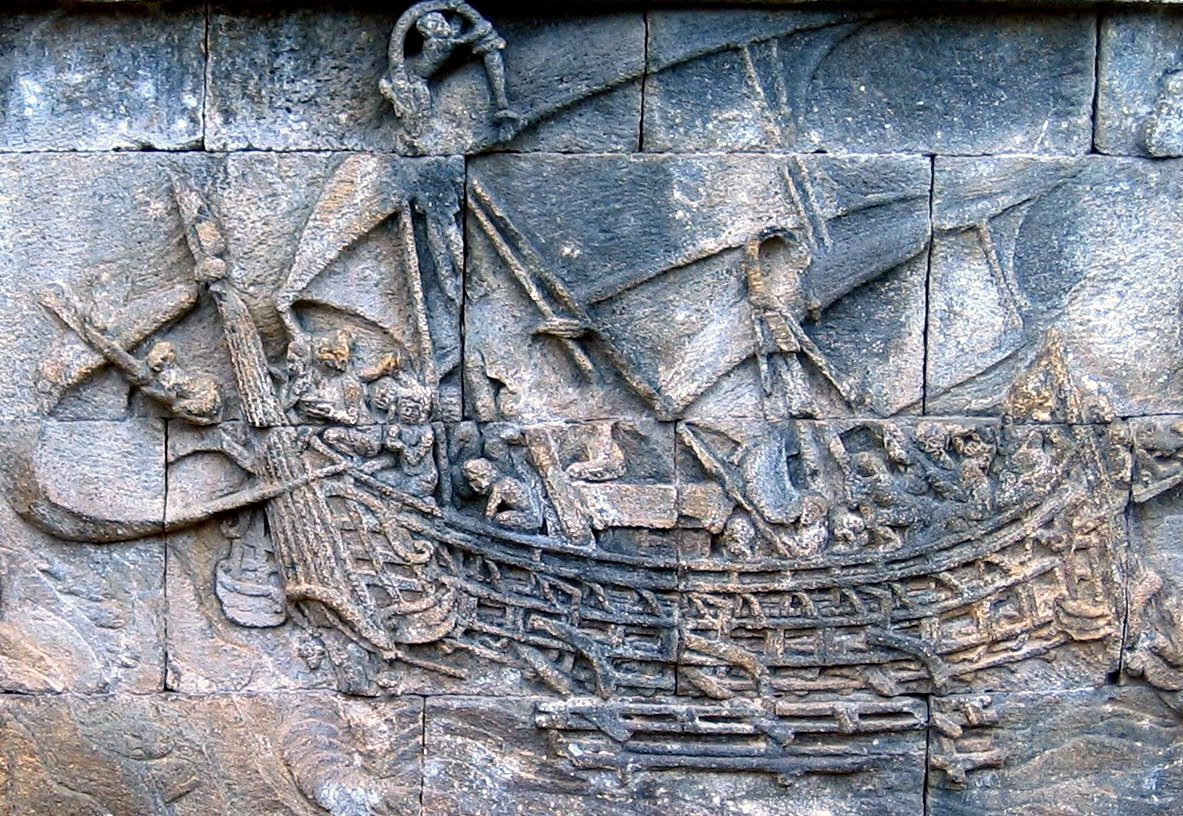
Рельефная панель корабля Боробудура
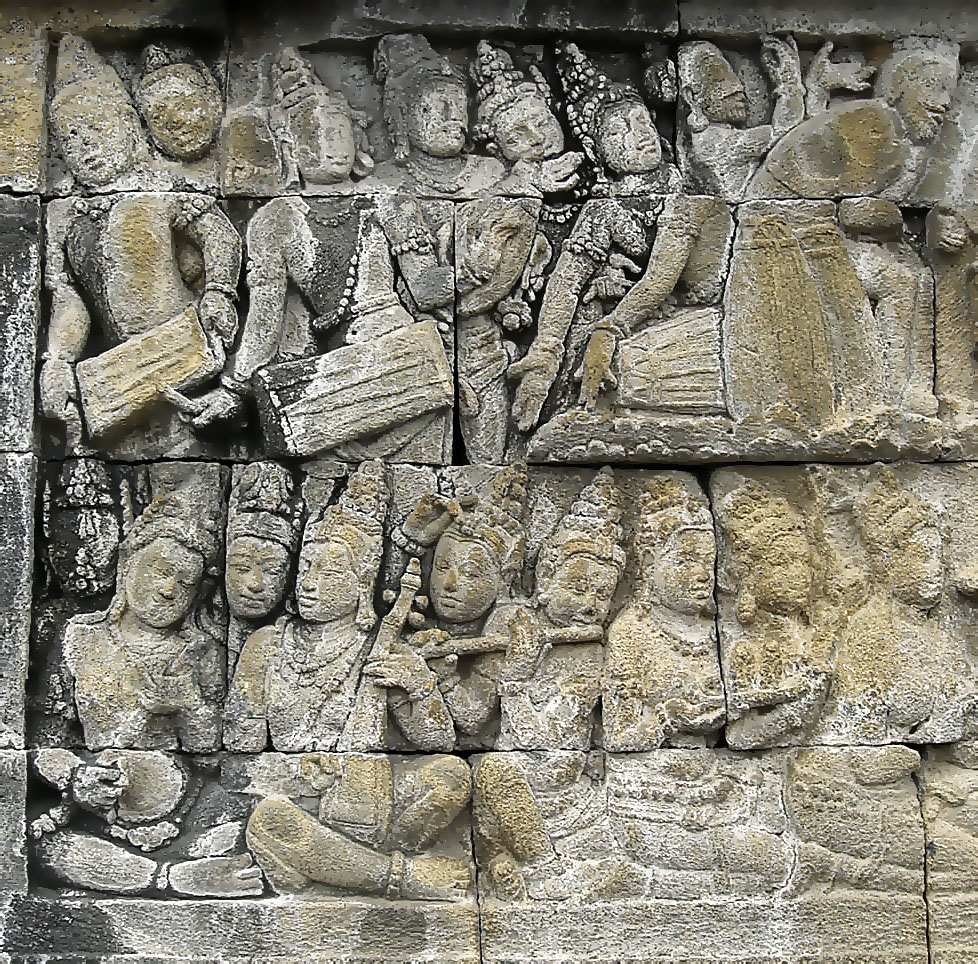
Музыканты исполняют музыкальный ансамбль, возможно, раннюю форму гамелана
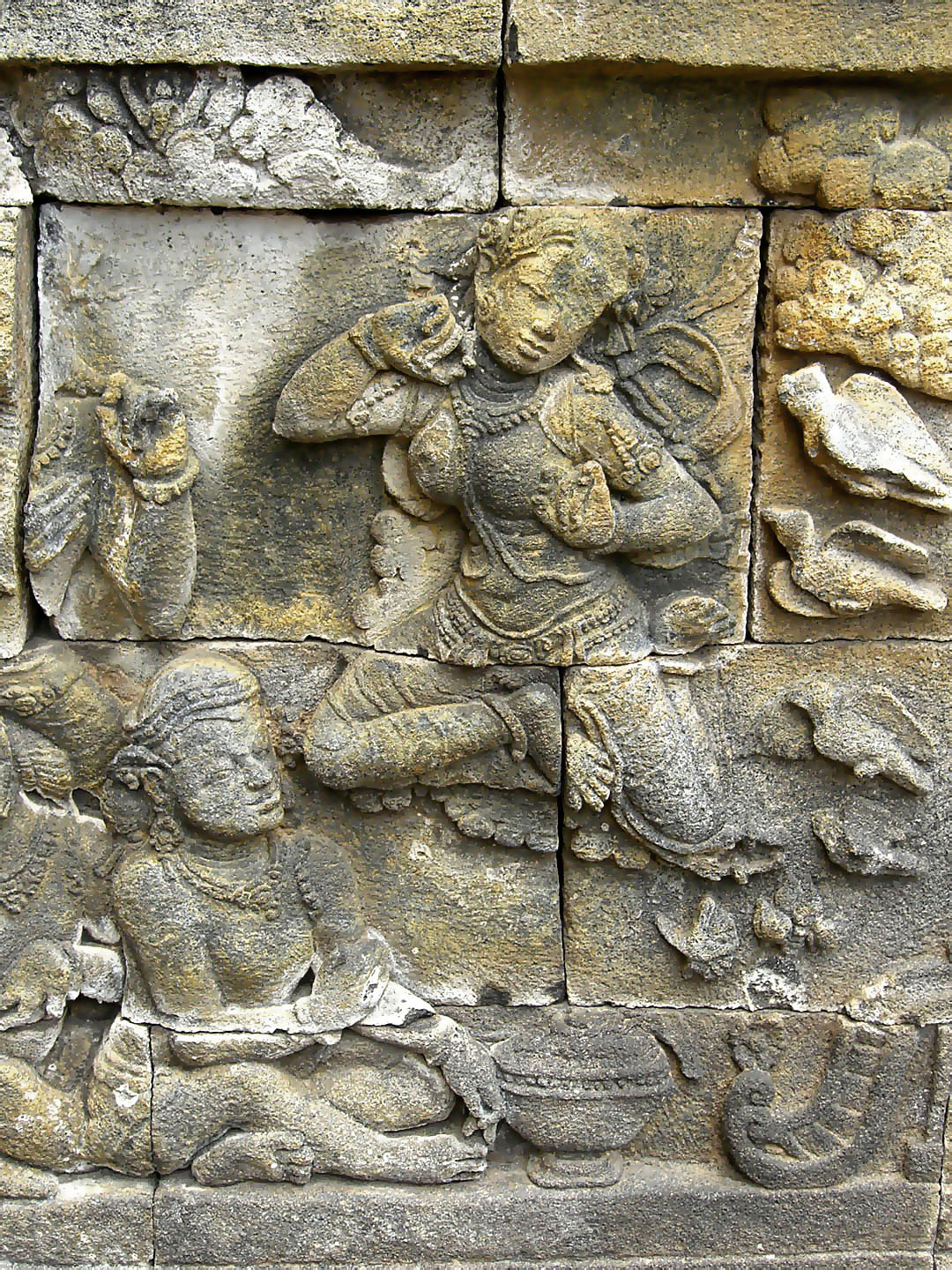
Апсара Боробудура
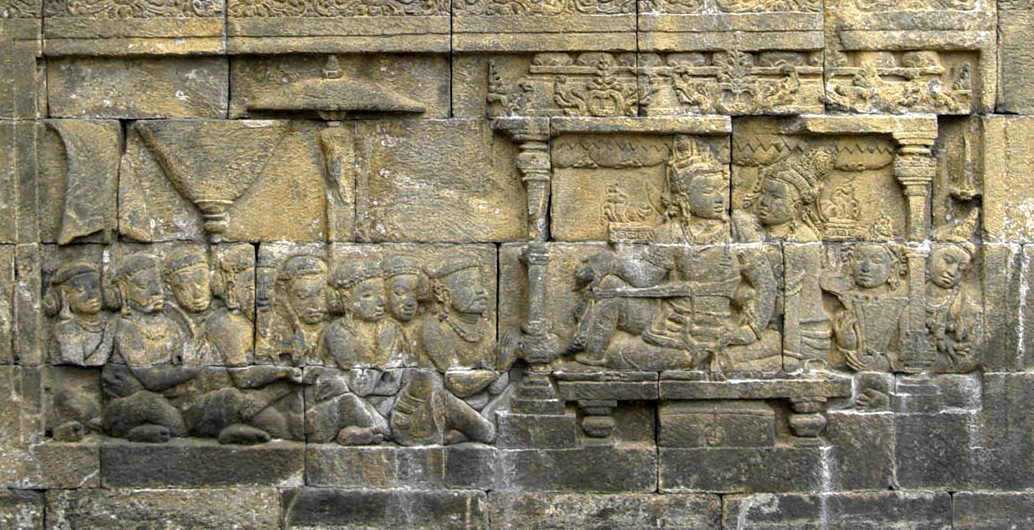
Сцена короля и королевы со своими подданными
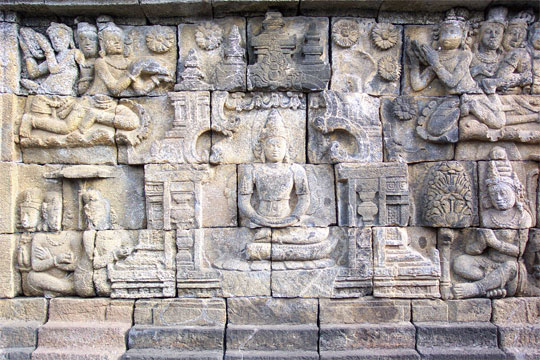
Один рельеф на стене коридора
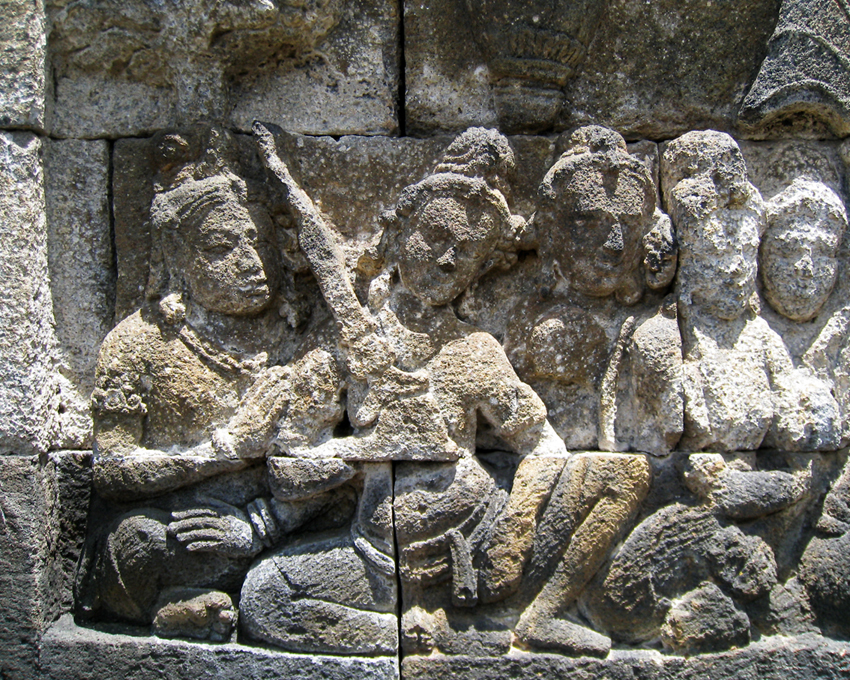
Оружие, вероятно, ранняя форма криса
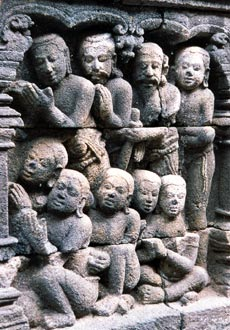
Детальный резной рельефный камень
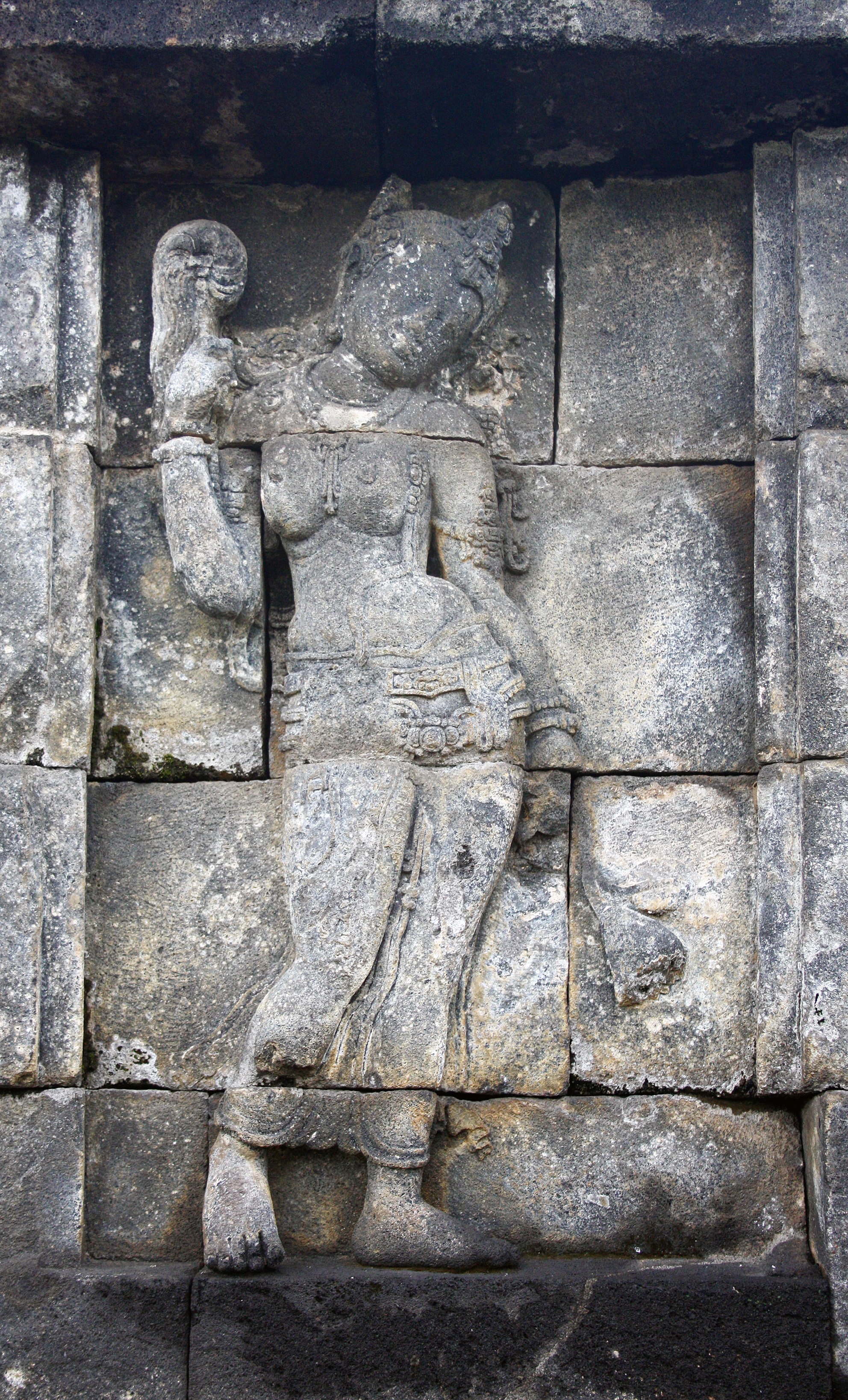
Тара держит чамару
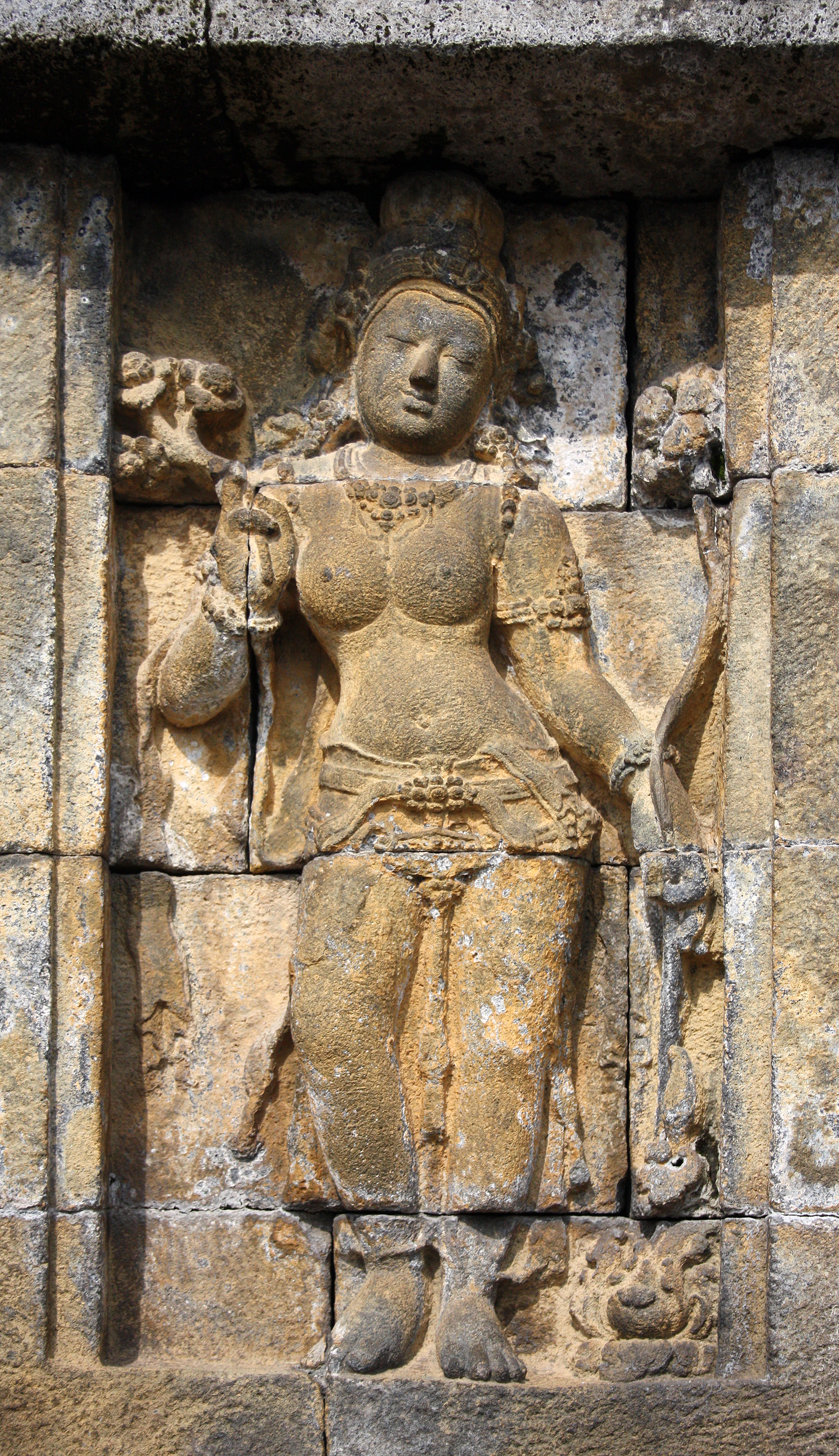
Сурасундари держит лотос
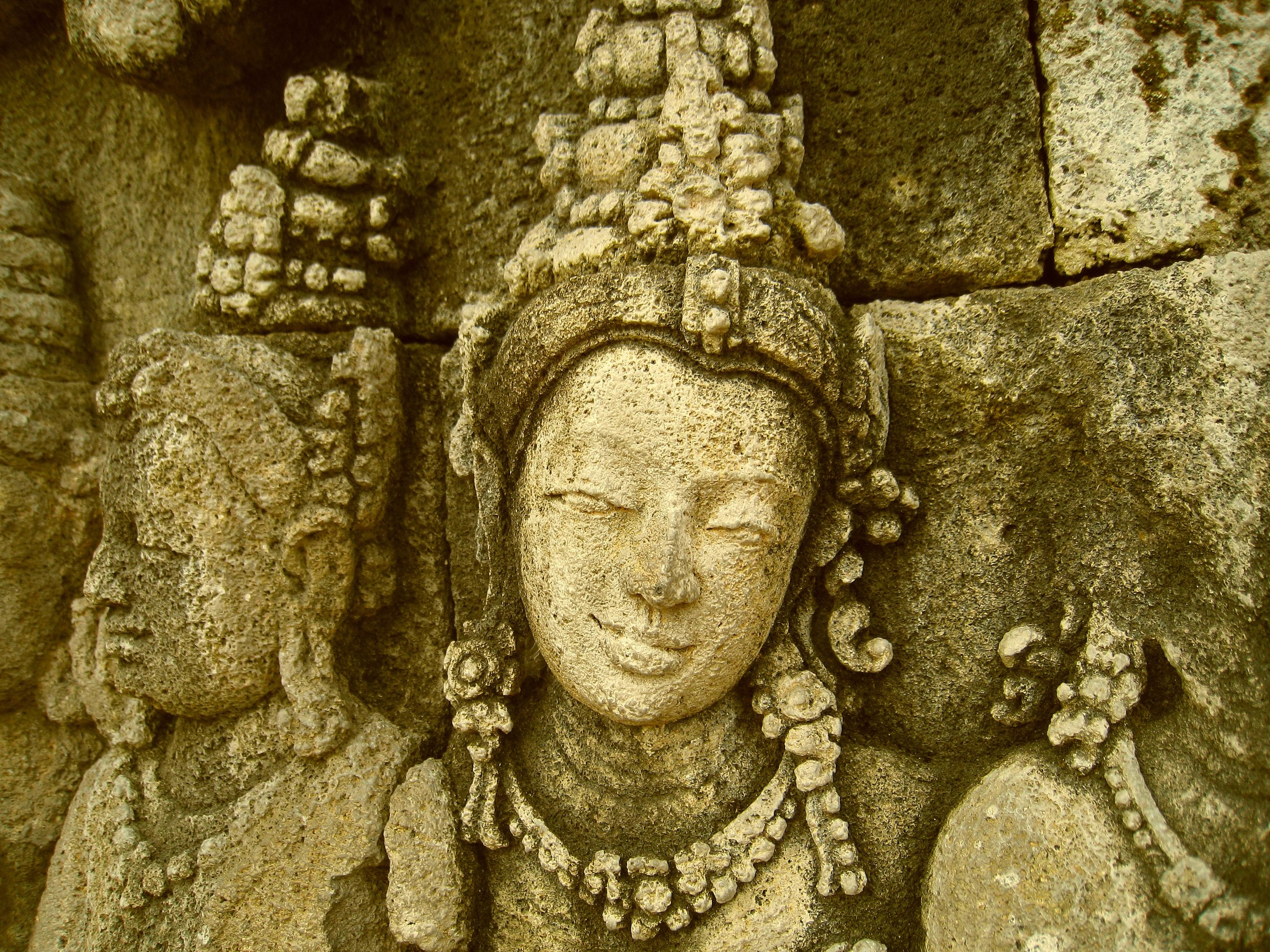
Вид рельефа
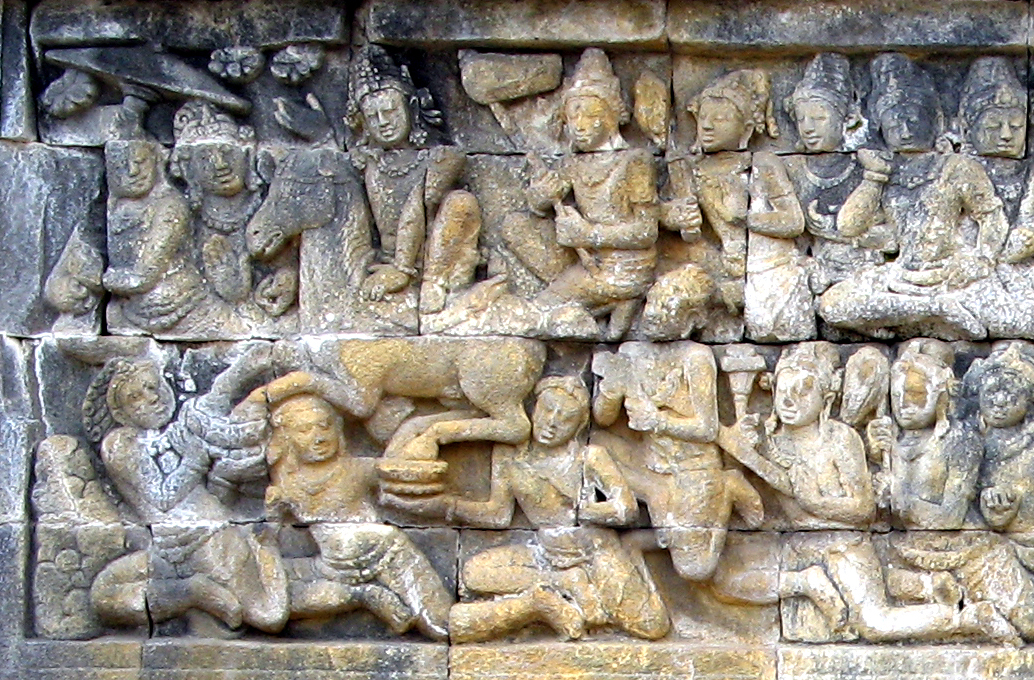
Великий отъезд из Лалитавистары

### Галерея Боробудура

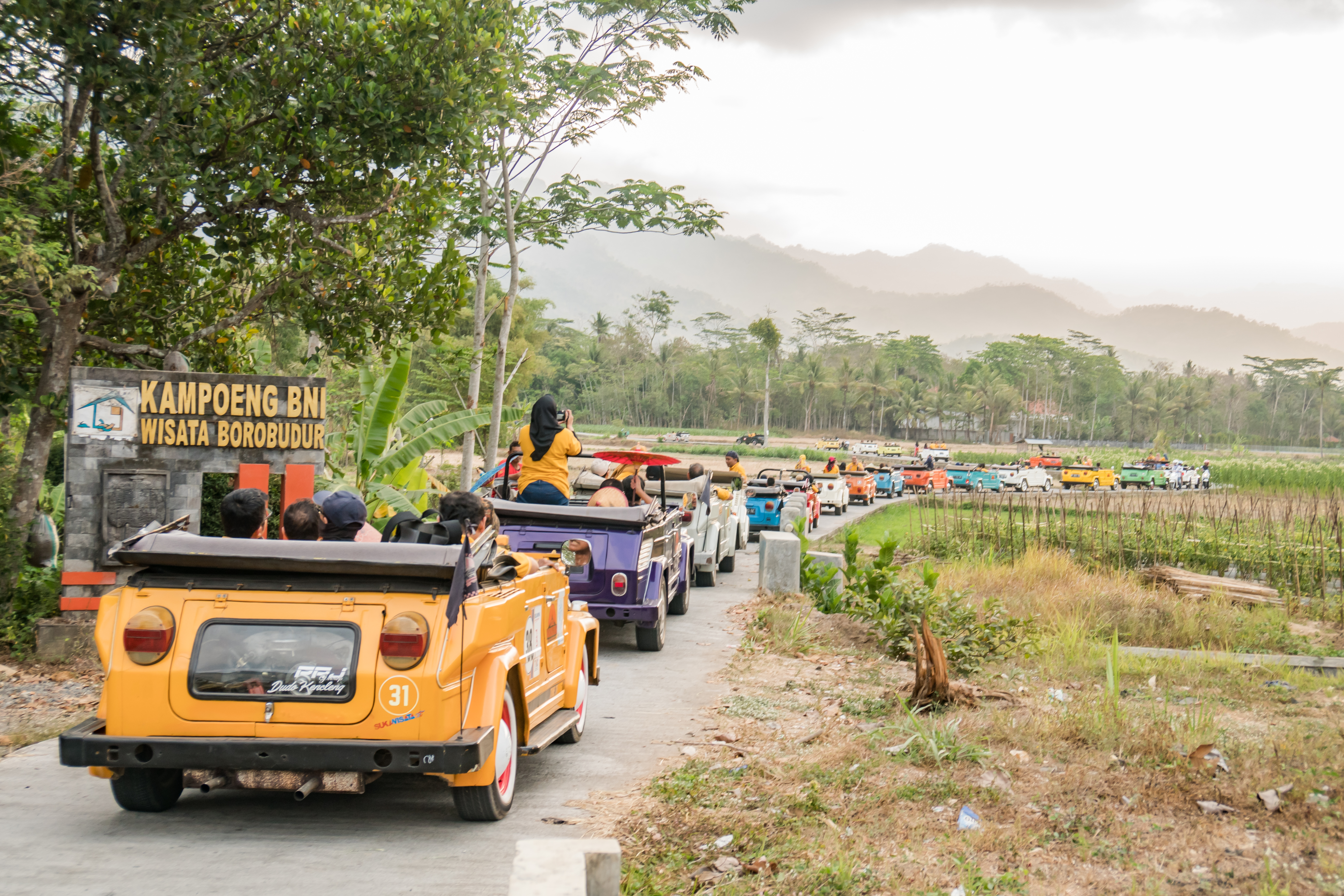
Прогулки на ретро-кабриолетах Volkswagen
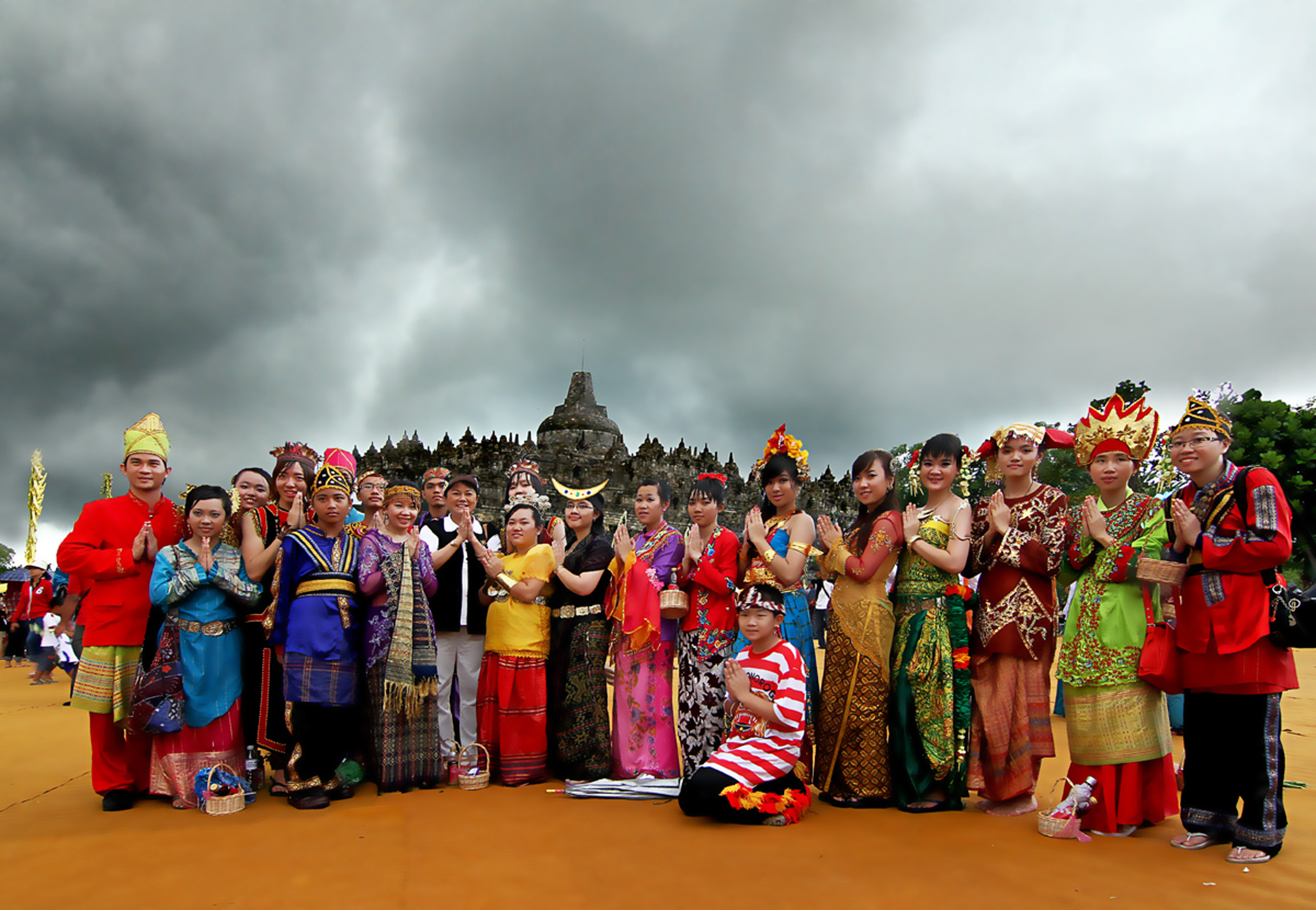
Весак — майский фестиваль рождества Будды
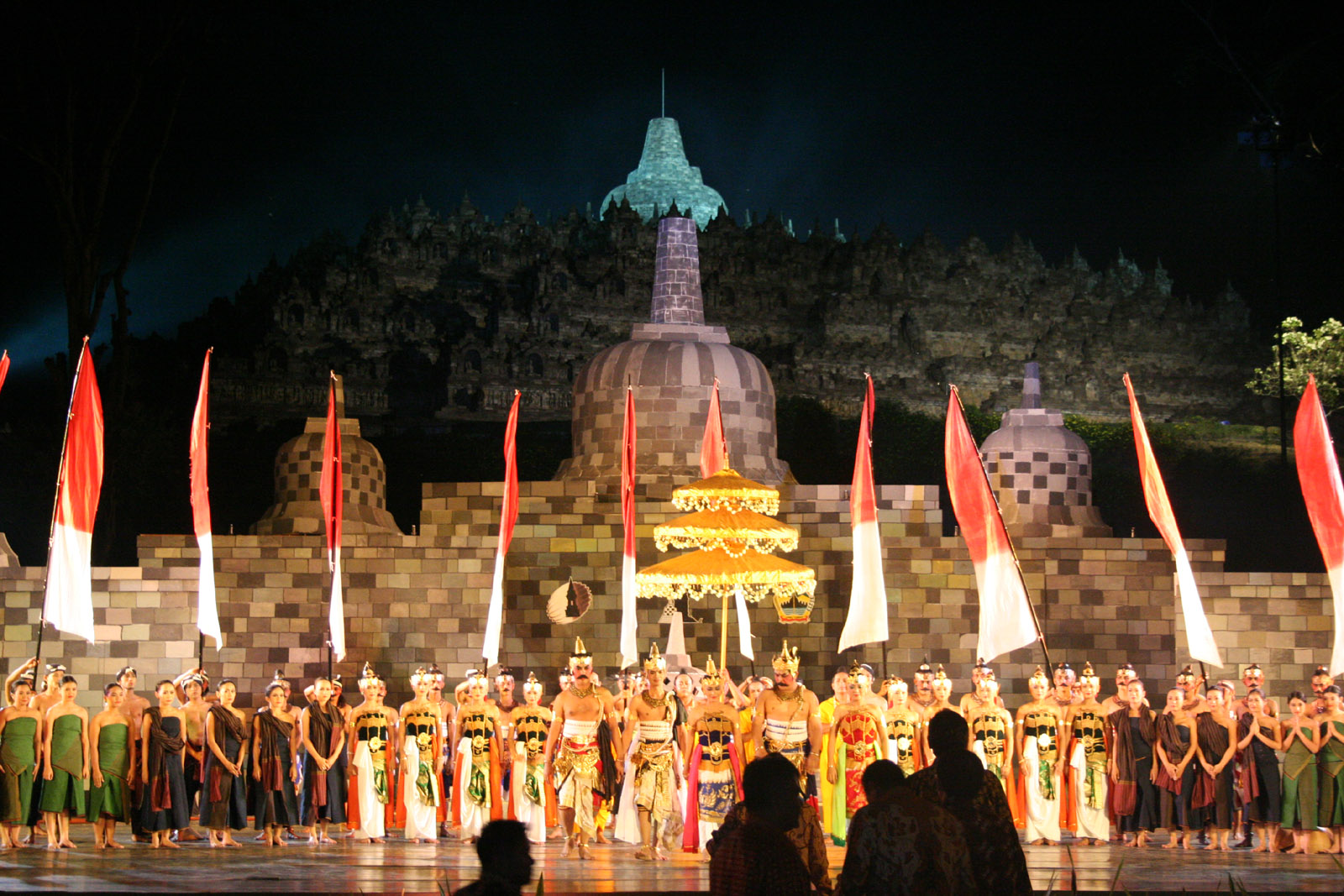
Балет Махакарья
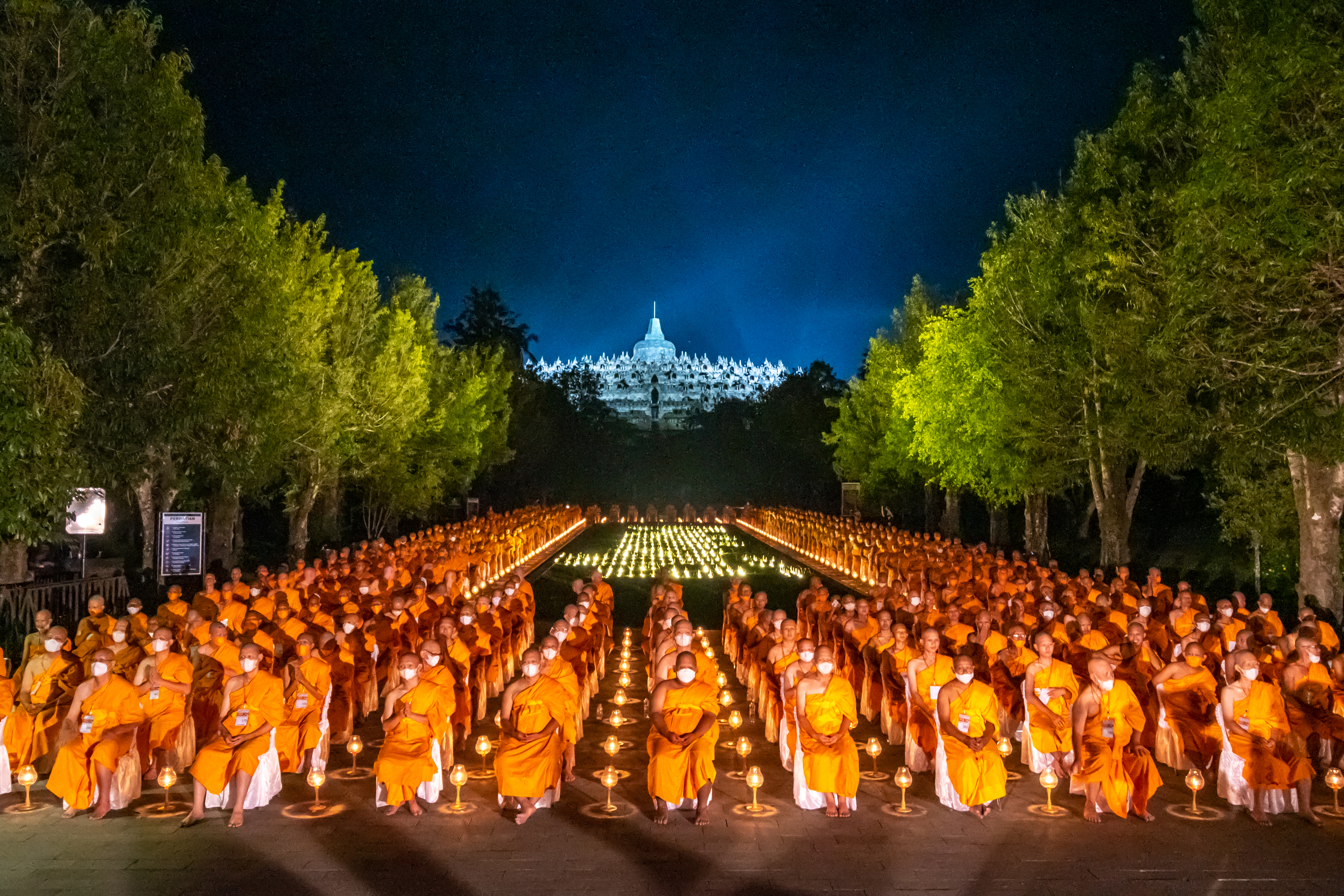
Буддисты на церемонии медитации читают мантры в День Будды
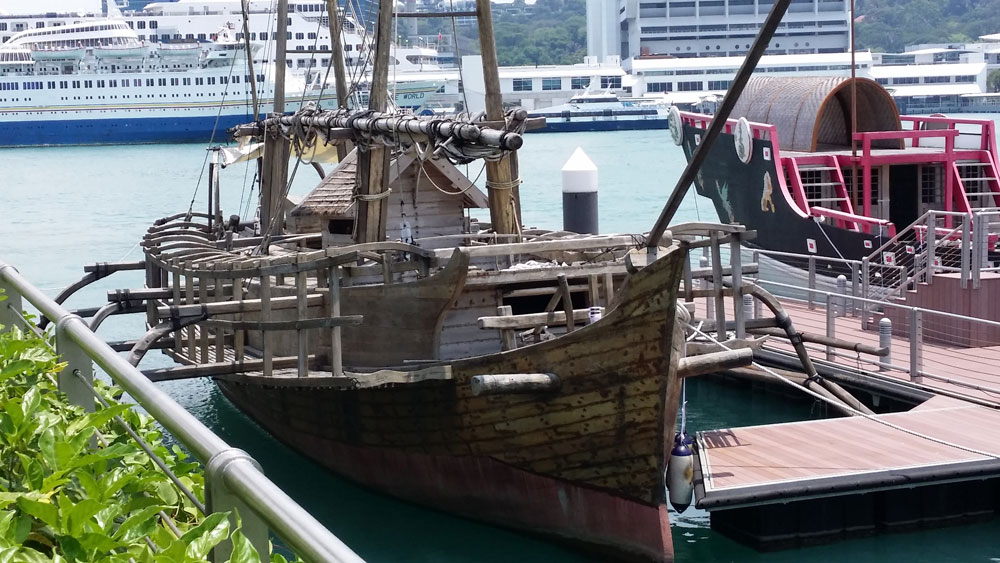
Реплика корабля Боробудура в курортном комплексе World Sentosa, Сингапур
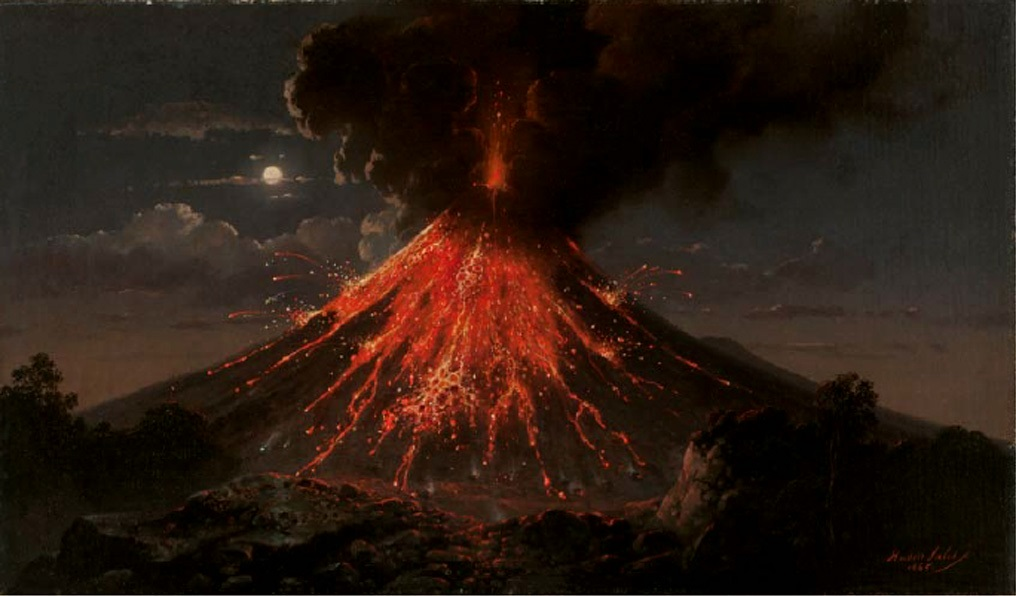
Раден Салех (~1811–1880). Ночное извержение вулкана Мерапи
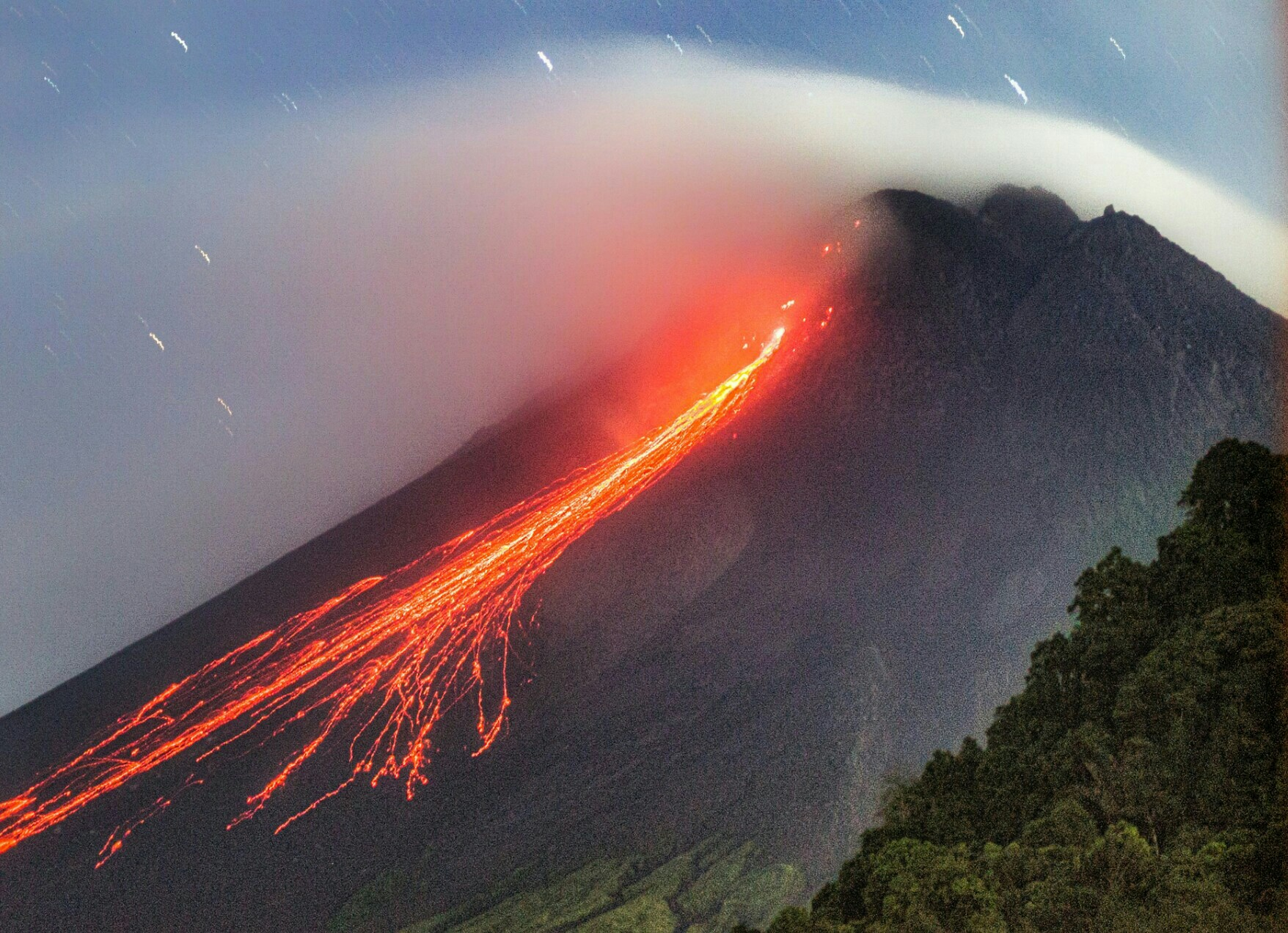
Извержение вулкана Мерапи в 2010 году
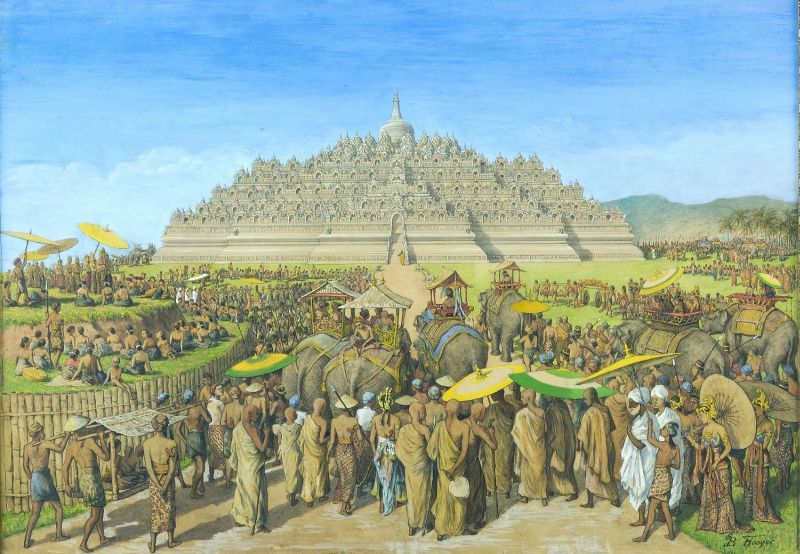
Г.Б. Хойер (1848-1934). Боробудур как место паломничества, из коллекции Тропического музея
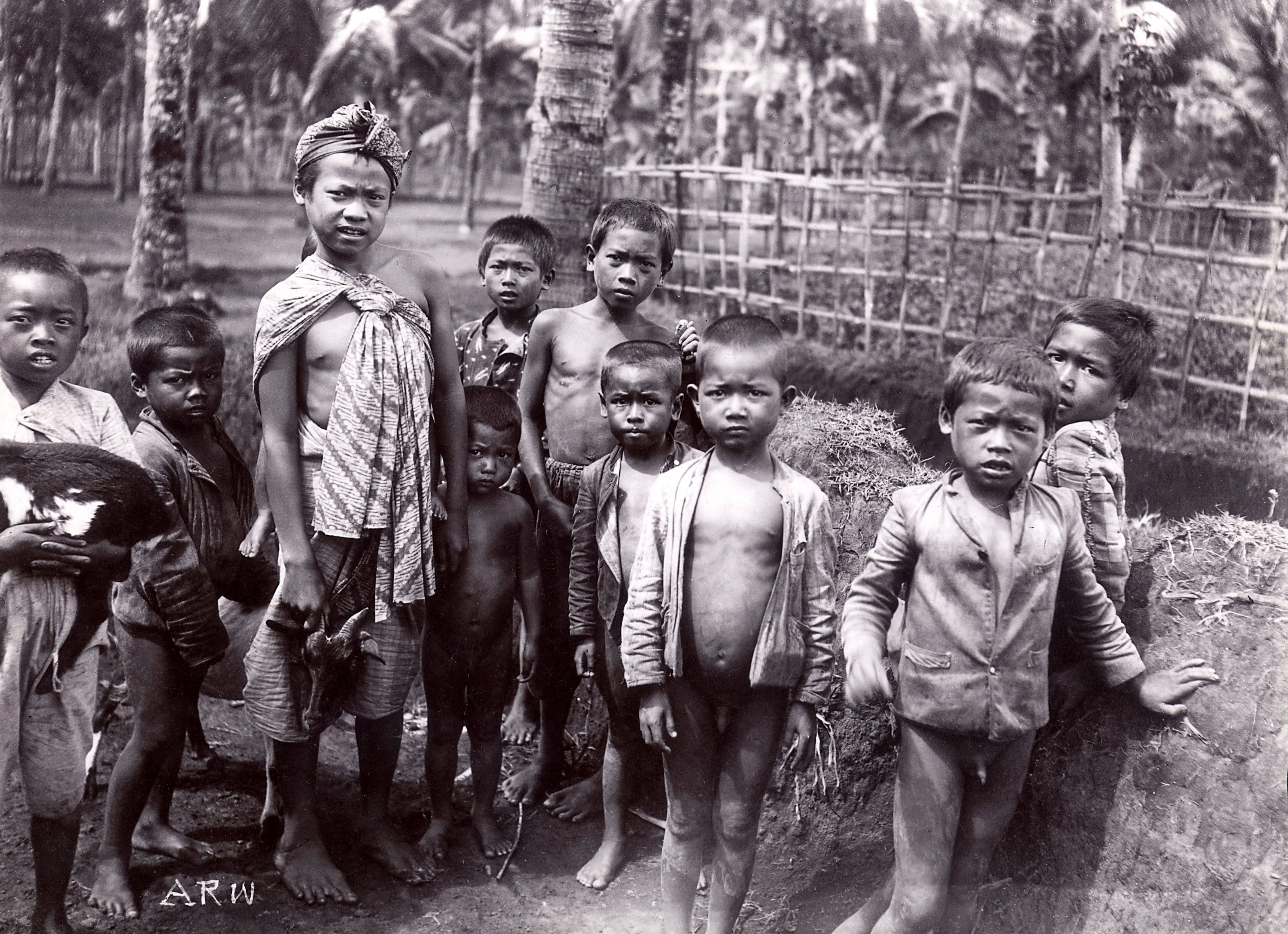
Дети Боробудура, начало XX века
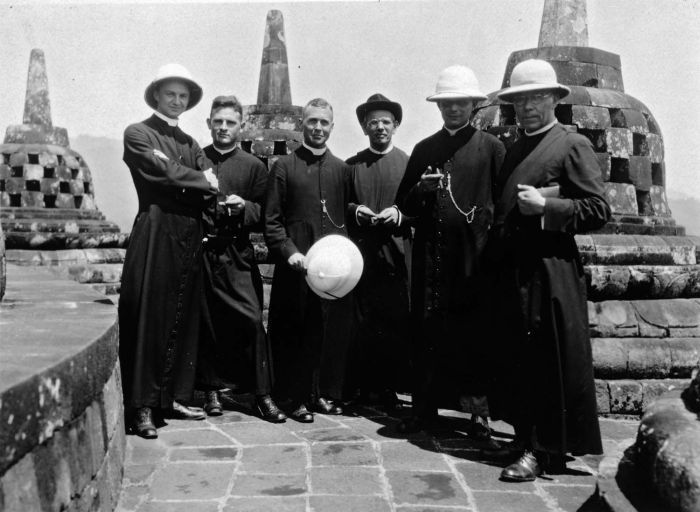
Миссионеры в Боробудуре, 1929 год
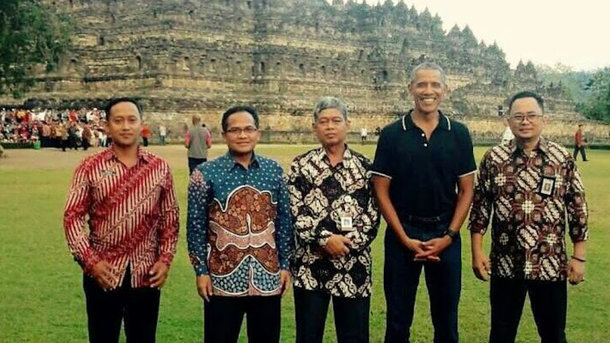
Бывший президент США Барак Обама в Боробудуре
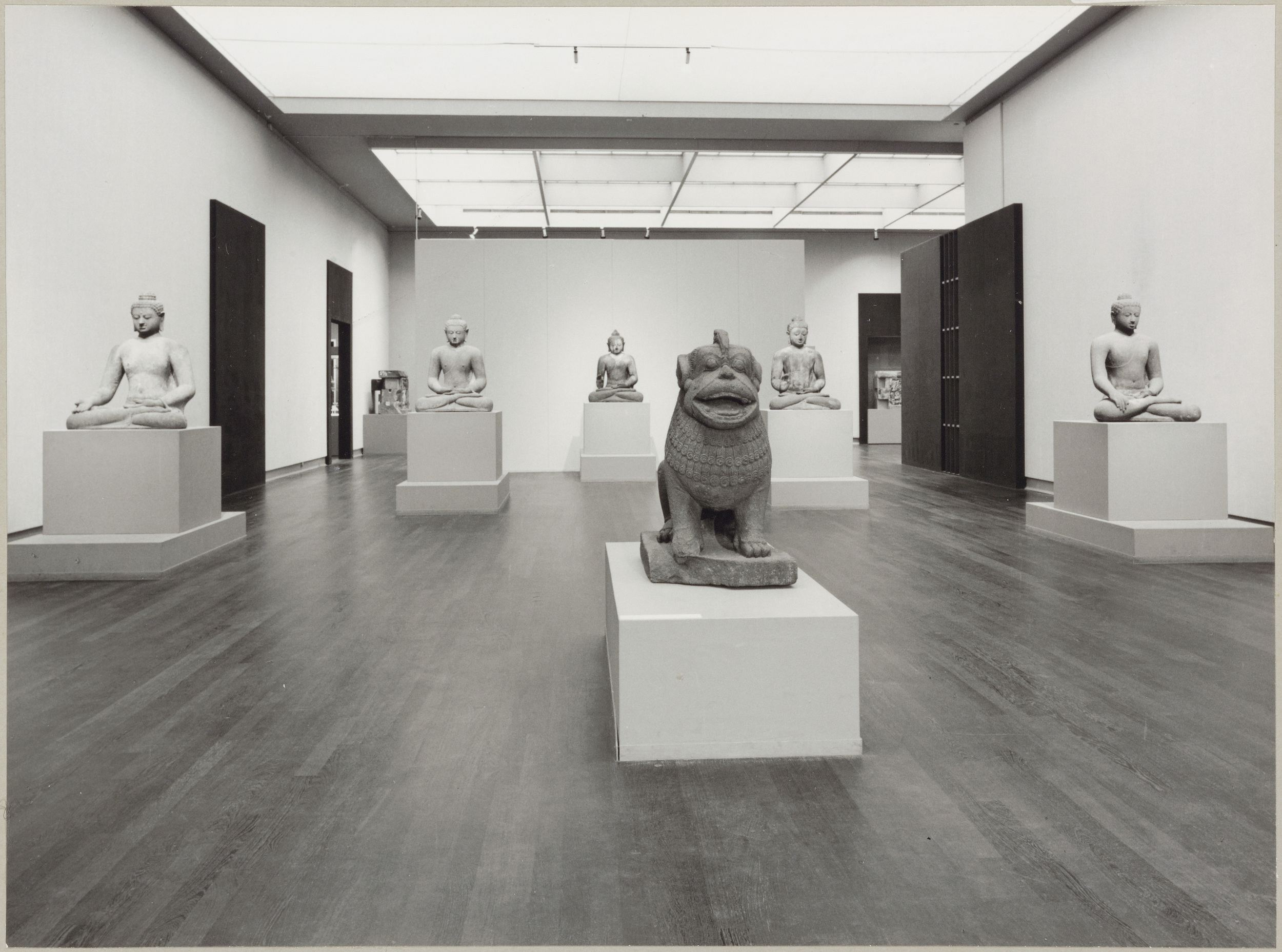
Статуи из храмов Прамбанана и Боробудура в музее Рейксмюсеум в Амстердаме
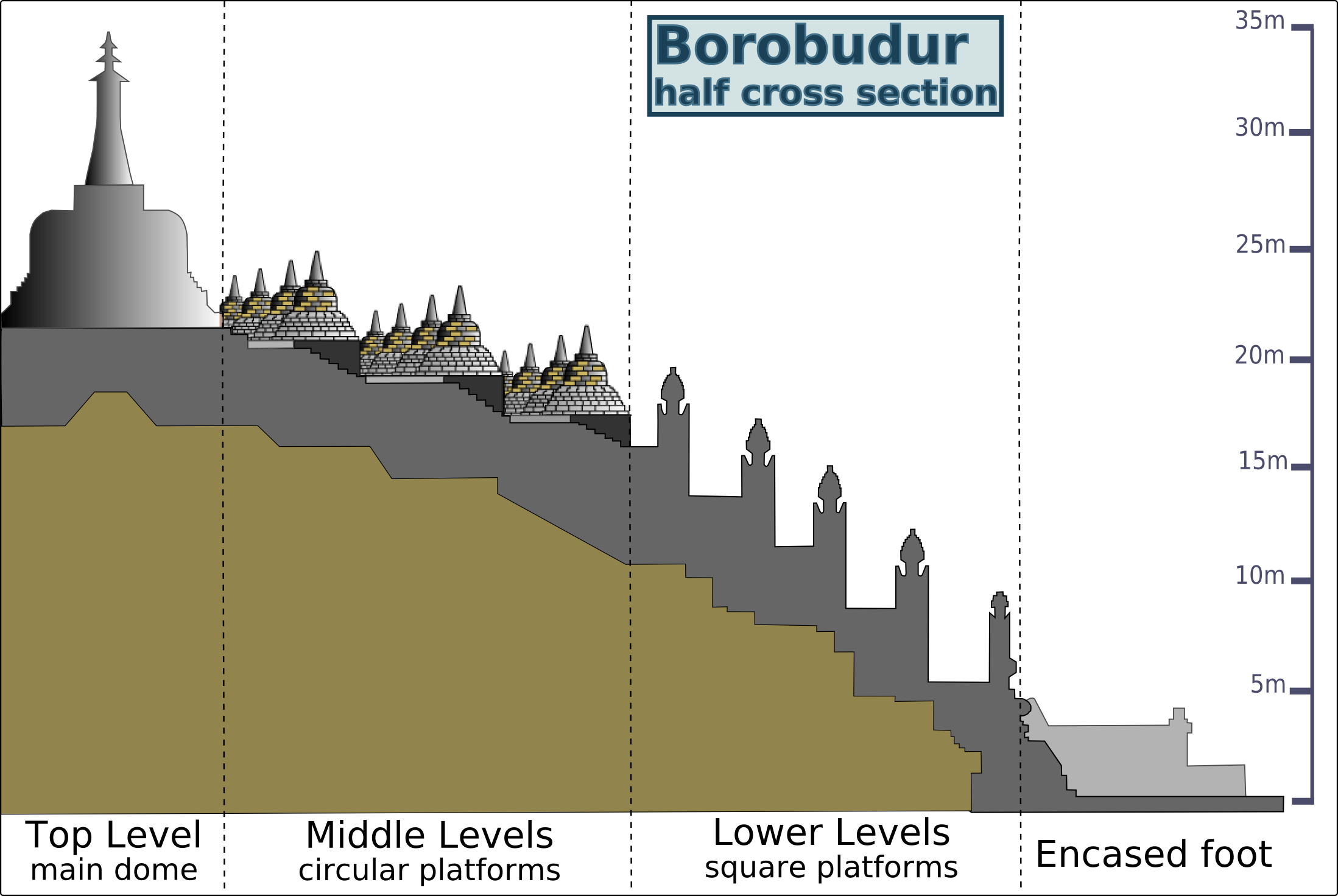
Структура храма